# Igelbach (Kinderbach)
Der Igelbach ist ein 2,4 Kilometer langer linker Zufluss des Kinderbachs im Flusssystem der Münsterschen Aa im Stadtteil Kinderhaus von Münster/Westfalen.

## Verlauf
Der kleine Bachlauf beginnt mit einem Graben an der Steinfurter Straße, fließt in nördliche und östliche Richtungen durch einen Golfplatz und ist ab der Gasselstiege auf einer Länge von 1,1 Kilometern bis kurz vor der Mündung verrohrt. Er mündet schließlich südlich der Straße „Am Burloh“ in den Kinderbach, welcher in die Münstersche Aa abfließt.

## Hochwasserschutz und Ökologie

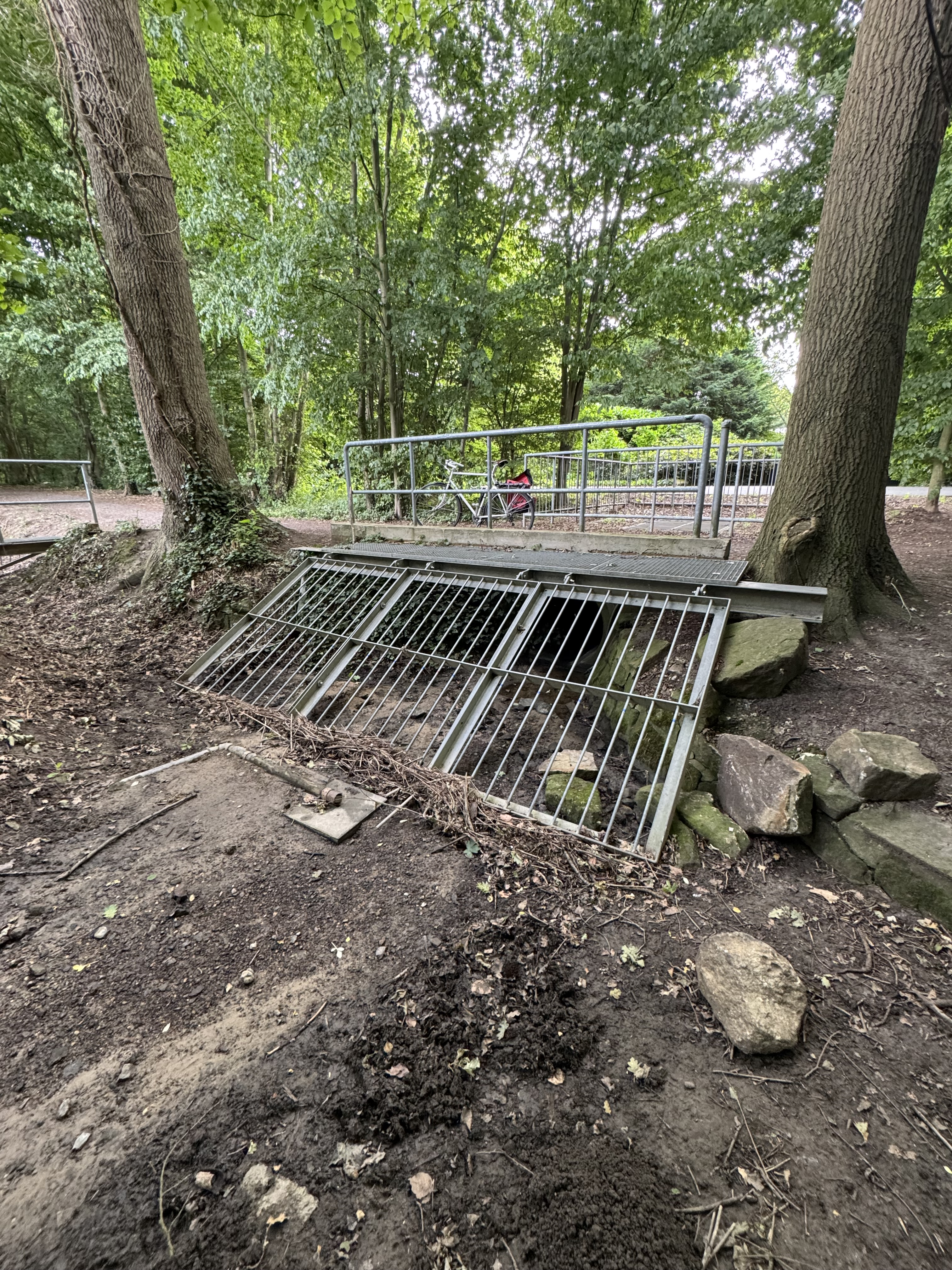
Einlaufbauwerk des Igelbachs an der Gasselstiege im Jahr 2025

Bei einem Starkregenereignis am Abend des 28. Juli 2014 war es am Beginn der Verrohrung zu einer Behinderung des Abflusses und in der Folge zu Überflutungen gekommen. Im Jahr 2018 wurde der Igelbach auf einer Länge von 720 Metern renaturiert. Der Bach hat einen mäandrierenden Verlauf erhalten. Zusätzlich wurde das Gewässerbett stellenweise erheblich verbreitert, um im Fall eines Hochwassers mehr Wasser zwischenspeichern zu können.